# メルセデス・ベンツ・CLA

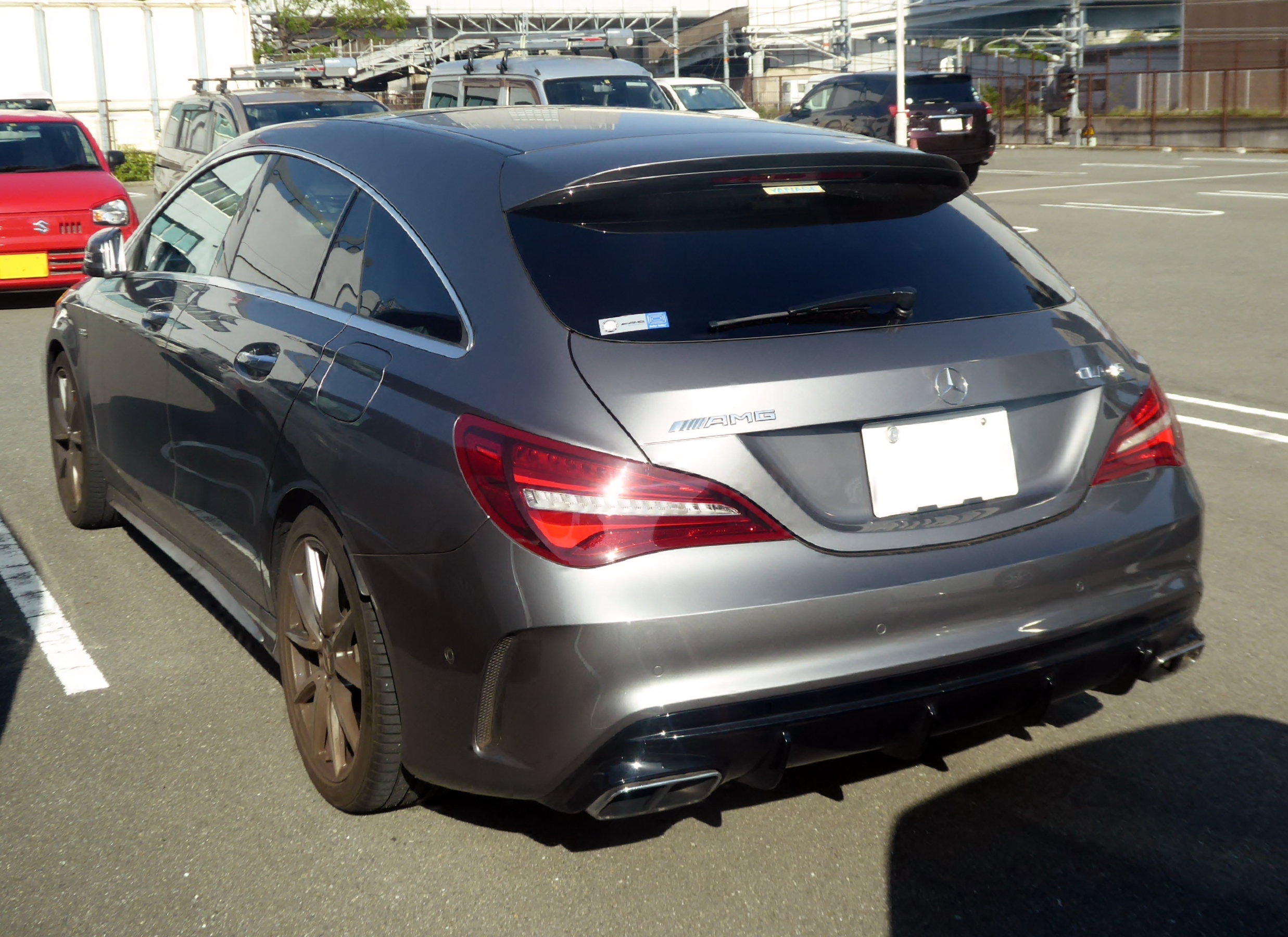
X117（後期型）

メルセデス・ベンツ・CLA（Mercedes-Benz CLA）は、ドイツの自動車メーカーであるメルセデス・ベンツ・グループがメルセデス・ベンツブランドで展開している高級乗用車である。

## 概要
Aクラスの派生モデルであり、CLSのコンパクトタイプにあたる車種でもある。
4ドアハードトップ（サッシュレス）セダンおよびステーションワゴン型の乗用車であり、メルセデス・ベンツでは、これを「4ドアクーペ」、および「シューティングブレーク」と呼称している。
デビュー当初は、CLAクラス（CLA-Class）と呼ばれていたが、2015年の新規則による車名変更が適用され、名称が改められた。

## 初代 (2013年 - 2019年) C117/X117
2013年、北米国際オートショーにて発表された。Aクラス (W176型) およびBクラス (W246型) と基本的な構造を共有する。2012年の北京モーターショーで発表されたコンセプトカーであるコンセプトスタイルクーペとほぼ同じスタイルである。
生産工場は、Bクラスも生産するハンガリーのケチケメート工場である。四輪駆動システムは、メルセデスではお馴染みの4MATICであるが、システムが異なる。具体的には、FRベースの上級車種が、駆動力を固定で四輪に分割するのに対し、FFベースのエントリーモデルは、通常走行時はFFで走行し、駆動力が必要な場合に応じて後輪へも駆動力を分配するというシステムを採用している。

### 日本市場での販売
2013年7月24日、日本仕様をメルセデス・ベンツ　コネクション東京にて発表（この模様は同大阪にも生中継された）。キャッチコピーは「躍動する新しい感性」。グレードはベースとなったAクラスとは異なり、「CLA180」「CLA250」「CLA250 4MATIC」、そしてメルセデスAMGのハイパフォーマンスモデル「CLA45 AMG 4MATIC」の4種となる（なお、「CLA250 4MATIC」・「CLA45 AMG 4MATIC」は同年秋より納車開始）。同日、日本発売記念特別モデルとして、18インチAMGマルチスポークアルミホイールとクローム付ルーバーフロントグリルにハイグロスブラックを、ドアミラーとウインドライントリムにブラックをそれぞれ施すとともに、イエローとグレーの縞模様が鮮やかなネオンアートとした専用スポーツシートやブラックとイエローのコントラストが際立つ専用インテリア、自動緊急ブレーキで追突回避や被害軽減に寄与する「CPAプラス（緊急ブレーキ機能）」などで構成された「セーフティーパッケージ」を備えた「CLA250 Edition1」も同時発売された（ポーラーシルバー200台、コスモスブラック100台の計300台の限定販売）。
2015年4月14日、特別仕様車「CLA180 Edition Black」を6月上旬に250台限定で発売することを発表し、受注受付を開始。AMGライン、ベーシックパッケージ、レーダーセーフティパッケージの3つのパッケージを標準装備したほか、ハイグロスブラックペイントを施した18インチAMGマルチスポークアルミホイール、ブラックドアミラー、ハイグロスブラックウインドウライントリム、クローム付ハイグロスブラックルーバーフロントグリルを装備し、カルサイトホワイトのボディカラーに黒のアクセントを配したデザインとした。
同年6月18日、2代目CLSにも設定されている、後席の居住性とラゲッジスペースを確保したステーションワゴンモデル「CLAシューティングブレーク」を発表。ルーフラインをリアエンドまで緩やかな曲線を描くように延ばすことによって後席にステーションワゴン並みの室内空間が与えられ、後席のヘッドクリアランスがクーペよりも42mm拡大。ラゲッジルームは通常時で495L（VDA方式）を確保するとともに、後席バックレストを倒すと通常時の約2.7倍にあたる最大で1,354Lまで拡大。また、一部グレードを除く全車にワンタッチ操作でテールゲートが自動開閉し、開口角度の調整も可能なEASY-PACK自動開閉テールゲートも採用。さらに、張り出しの少ないフラット形状と後席バックレストを2:1の比率で前方に倒せる分割可倒機構も採用したことで乗員数や荷物の形状・大きさに合わせて使い分けができるようにした。最新鋭の装備も充実しており、緊急ブレーキ機能の「CPAプラス」や「アテンションアシスト」を全車に標準装備したほか、「レーダーセーフティパッケージ」の設定や一部グレードを除く全車に「アクティブパーキングアシスト」を標準装備した。
グレード体系は、4ドアクーペモデルと同一のラインナップとなる「CLA180 Shooting Brake」・「CLA250 Shooting Brake」に加え、「CLA180 Shooting Brake Sports」と、メルセデス・AMGが開発の初期段階から携わり、独自開発のフロントアスクルとサスペンションに加え、可変トルク配分型四輪駆動システム「4MATIC」を搭載するとともに、外内装の随所にレッドアクセントを配したスポーティー・ダイナミックモデル「CLA250 SPORT 4MATIC Shooting Brake（SPORTはドイツ語読みをそのまま名づけられており、“シュポルト”と呼ぶ）」を加えた4グレードをラインナップする。また、発表と同時に特別仕様車「OrangeArt Edition」を発表。「CLA250 Shooting Brake」をベースに、フランジ部にオレンジ塗装を施した専用18インチAMGマルチスポークアルミホイールをはじめ、内外装の随所にオレンジのアクセントを配したほか、レーダーセーフティパッケージを特別装備した。さらに、カタロググレードには設定されていない、クーペモデルの「Mercedes-AMG CLA45 4MATIC」と同じ2.0L直噴ターボエンジンである133型とパフォーマンス指向の四輪駆動システム「AMG 4MATIC」を搭載したメルセデス・AMGモデル「Mercedes-AMG CLA45 4MATIC Shooting Brake OrangeArt Edition」も併せて設定された。「CLA250」は200台、「Mercedes-AMG CLA45」は110台の限定販売である。なお、カタロググレード・特別仕様車共に同日から注文の受付を開始・6月下旬より発売を開始する。
同年11月26日、「CLA250 SPORT 4MATIC Shooting Brake」と「Mercedes-AMG CLA45 4MATIC」を一部改良。エンジン出力を向上し、「CLA250 SPORT 4MATIC Shooting Brake」は7PS(5kW)向上して218PS(160kW)に、「Mercedes-AMG CLA45 4MATIC」は21PS(15kW)向上して381PS(280kW)にそれぞれ強化するとともに、「CLA250 SPORT 4MATIC Shooting Brake」には2つのモードを切り替えることにより減衰特性を調整できる電子制御式油圧アダプティブダンピングシステムを、「Mercedes-AMG CLA45 4MATIC」には電子制御ダンピングシステムを搭載した「AMG RIDE CONTROLスポーツサスペンション」を新たに搭載し、オプション設定の「AMGアドバンスドパッケージ」には「AMGフロントアクスルディファレンシャルロック」を追加。さらに、センターコンソールの操作でトランスミッションのシフトプログラム・エンジン特性（エグゾーストシステムを含む）・サスペンションの減衰特性・ステアリング特性・3ステージESP・ECOスタートストップ機能が連動して変化する5つのモードを備えた「AMGダイナミックセレクト」とマフラー内のフラップによりエグゾーストノートを切り替える「AMGパフォーマンスエグゾーストシステム」を標準装備した。併せて、同年6月に特別仕様車で先行設定されていた「Mercedes-AMG CLA45 4MATIC」のシューティングブレークモデルとなる「Mercedes-AMG CLA45 4MATIC Shooting Brake」が新たに設定された。
2016年8月24日、マイナーチェンジ。外観に最新のメルセデスデザインを採用し、フロントマスクにダイヤモンドラジエターグリルとLEDハイパフォーマンスヘッドライトを標準装備。リアデザインはバンパーをエグゾーストエンドと一体化させ、LEDコンビネーションランプのデザインを刷新。ボディカラーには新色の「カバンサイトブルー」を設定した。ディスプレイを8インチワイドに大型化したほか、インストゥルメントクラスターの文字盤や赤い指針に新デザインを採用。Appleの「Apple CarPlay」とGoogleの「Android Auto」に対応し、スマートフォンのインターフェイスをCOMANDシステムにケーブルでつなぐだけでCOMANDディスプレイ上に表示・操作することが可能で、両社の音声認識機能も使用可能である。また、グレード体系が変更となり、CLAは「CLA250」を廃止する替わりに「CLA180 Sports」を追加し、「CLA250 4MATIC」を「CLA250 SPORT 4MATIC」に改名。CLAシューティングブレークは「CLA250 Shooting Brake」を廃止したことで、CLA・CLAシューティングブレーク共通のグレード体系となった。
2017年3月21日、90台限定の特別仕様車「Mercedes-AMG CLA45 4MATIC Racing Edition」を発表し、注文受付を開始した（4月上旬販売開始）。「Mercedes-AMG CLA45 4MATIC」をベースに、パワーシートやCOMANDナビゲーション&TVチューナー、キーレスゴー、リアアームレストなどを省略したことで、ベースモデルよりも109万円割安な価格設定としている。「レーダーセーフティーパッケージ」はベースモデル同様に標準装備される。ボディーカラーは、「カルサイトホワイト」(51台）と「コスモスブラック」(39台）の2色を用意した。なお、注文受付は正規販売ディーラーのAMGパフォーマンスセンターとAMGモデル専売店である「AMG東京世田谷」限定で行われる。
同年5月2日、特別仕様車「CLA180 STAR WARS Edition」を発表し、注文受付を開始した（6月上旬販売開始）。スター・ウォーズの世界観を表現した特別仕様車で、ドライバーの操作に応じて「R2-D2」の音声が流れるドライブレコーダー、フロントドアを開けた時にドアに対して平行に「STAR WARS」のロゴが足元に投影される専用ウェルカムライト、宇宙のイメージと「STAR WARS」ロゴを配した専用フロアマット、リバーシブルサンシェード、公開40周年をモチーフに特別にデザインされたスペシャルコレクターズナンバープレート及びナンバープレートホルダーを特別装備したほか、12色に切替可能なアンビエントライト（室内灯）、メモリー付パワーシート（運転席/助手席）、「レーダーセーフティパッケージ」も標準装備した。ボディカラーは「ストームトルーパー」をイメージした白系の「カルサイトホワイト」と「ダース・ベイダー」をイメージした黒系の「ナイトブラック」の2色を設定。ボディカラー毎に外観や内装が異なっており、外観は「カルサイトホワイト」ではカタロググレードでは設定されていないブラックアクセントが設定され、「ナイトブラック」ではホイールにブラックペイント18インチAMGマルチスポークアルミホイールを採用した。内装色は2色ともブラック（レザーDINAMICA）だが、「カルサイトホワイト」ではホワイト系のアクセントが、「ナイトブラック」はレッドのアクセントがそれぞれ配される。各色60台ずつ・120台の限定販売である。
同年7月26日、一部改良を行った。「CLA250 SPORT 4MATIC」はパノラミックスライディングルーフを標準装備し、ドアミラーやリアバンパー等をボディ同色からブラックに変更、ナビゲーションシステムとレーダーセーフティパッケージをオプション設定としたことで、車両本体価格を40万円値下げした。また、「CLA180」と「CLA180 Sports」を廃止する替わりに、従来の「CLA180」にAMGスタイリングパッケージを装備し、内装を一部変更した「CLA180 AMG Style」と、270M20型エンジンを採用し、ランフラット特性タイヤ「MOExtended」を装備し、全モデルで唯一「AMGスタイリングパッケージ」が装着されておらず、ヘッドレスト独立型シートが採用されている（W246 Bクラスと同形状）四駆動モデルの新グレード「CLA220 4MATIC」を追加した。また、全車にメタリックペイント「990 オリエントブラウン」(有料)を追加した。
| グレード                                  | 販売期間                       | 排気量  | エンジン                                    | 最高出力・最大トルク | 変速機                             | 駆動方式         |
| ----------------------------------------- | ------------------------------ | ------- | ------------------------------------------- | -------------------- | ---------------------------------- | ---------------- |
| CLA 180                                   | 2013年7月24日 - 2017年7月25日  | 1,595cc | 270型 直列4気筒 DOHC ターボ                 | 122PS/20.4kg・m      | 7速DCT（7G-DCT）                   | FF               |
| CLA 180 Shooting Brake                    | 2015年6月18日 - 2017年7月25日  | 1,595cc | 270型 直列4気筒 DOHC ターボ                 | 122PS/20.4kg・m      | 7速DCT（7G-DCT）                   | FF               |
| CLA 180 Sports                            | 2016年8月24日 - 2017年7月25日  | 1,595cc | 270型 直列4気筒 DOHC ターボ                 | 122PS/20.4kg・m      | 7速DCT（7G-DCT）                   | FF               |
| CLA 180 Shooting Brake Sports             | 2015年6月18日 - 2017年7月25日  | 1,595cc | 270型 直列4気筒 DOHC ターボ                 | 122PS/20.4kg・m      | 7速DCT（7G-DCT）                   | FF               |
| CLA 180 AMG Style                         | 2017年7月26日 - 2019年8月26日  | 1,595cc | 270型 直列4気筒 DOHC ターボ                 | 122PS/20.4kg・m      | 7速DCT（7G-DCT）                   | FF               |
| CLA 180 Shooting Brake AMG Style          | 2017年7月26日 - 2019年8月26日  | 1,595cc | 270型 直列4気筒 DOHC ターボ                 | 122PS/20.4kg・m      | 7速DCT（7G-DCT）                   | FF               |
| CLA 220 4MATIC                            | 2017年7月26日 - 2019年8月26日  | 1,991cc | 270M20型 直列4気筒 DOHC ターボ              | 184PS/30.6kg・m      | 7速DCT（7G-DCT）                   | 4WD（4マチック） |
| CLA 220 4MATIC Shooting Brake             | 2017年7月26日 - 2019年8月26日  | 1,991cc | 270M20型 直列4気筒 DOHC ターボ              | 184PS/30.6kg・m      | 7速DCT（7G-DCT）                   | 4WD（4マチック） |
| CLA 250                                   | 2013年7月24日 - 2016年8月23日  | 1,991cc | 270M20型 直列4気筒 DOHC ターボ              | 211PS/35.7kg・m      | 7速DCT（7G-DCT）                   | FF               |
| CLA 250 Shooting Brake                    | 2015年6月18日 - 2016年8月23日  | 1,991cc | 270M20型 直列4気筒 DOHC ターボ              | 211PS/35.7kg・m      | 7速DCT（7G-DCT）                   | FF               |
| CLA 250 4MATIC                            | 2013年7月24日 - 2016年8月23日  | 1,991cc | 270M20型 直列4気筒 DOHC ターボ              | 211PS/35.7kg・m      | 7速DCT（7G-DCT）                   | 4WD（4マチック） |
| CLA 250 SPORT 4MATIC                      | 2016年8月24日 - 2019年8月26日  | 1,991cc | 270M20型 直列4気筒 DOHC ターボ              | 218PS/35.7kg・m      | 7速DCT（7G-DCT）                   | 4WD（4マチック） |
| CLA 250 SPORT 4MATIC Shooting Brake       | 2015年6月18日 - 2019年8月26日  | 1,991cc | 270M20型 直列4気筒 DOHC ターボ              | 218PS/35.7kg・m      | 7速DCT（7G-DCT）                   | 4WD（4マチック） |
| Mercedes-AMG CLA 45 4MATIC                | 2013年7月24日 - 2019年8月26日  | 1,991cc | 133型 直列4気筒 DOHC ツインスクロールターボ | 381PS/48.4kg・m      | AMGスピードシフト 7速DCT（7G-DCT） | 4WD（4マチック） |
| Mercedes-AMG CLA 45 4MATIC Shooting Brake | 2015年11月26日 - 2019年8月26日 | 1,991cc | 133型 直列4気筒 DOHC ツインスクロールターボ | 381PS/48.4kg・m      | AMGスピードシフト 7速DCT（7G-DCT） | 4WD（4マチック） |

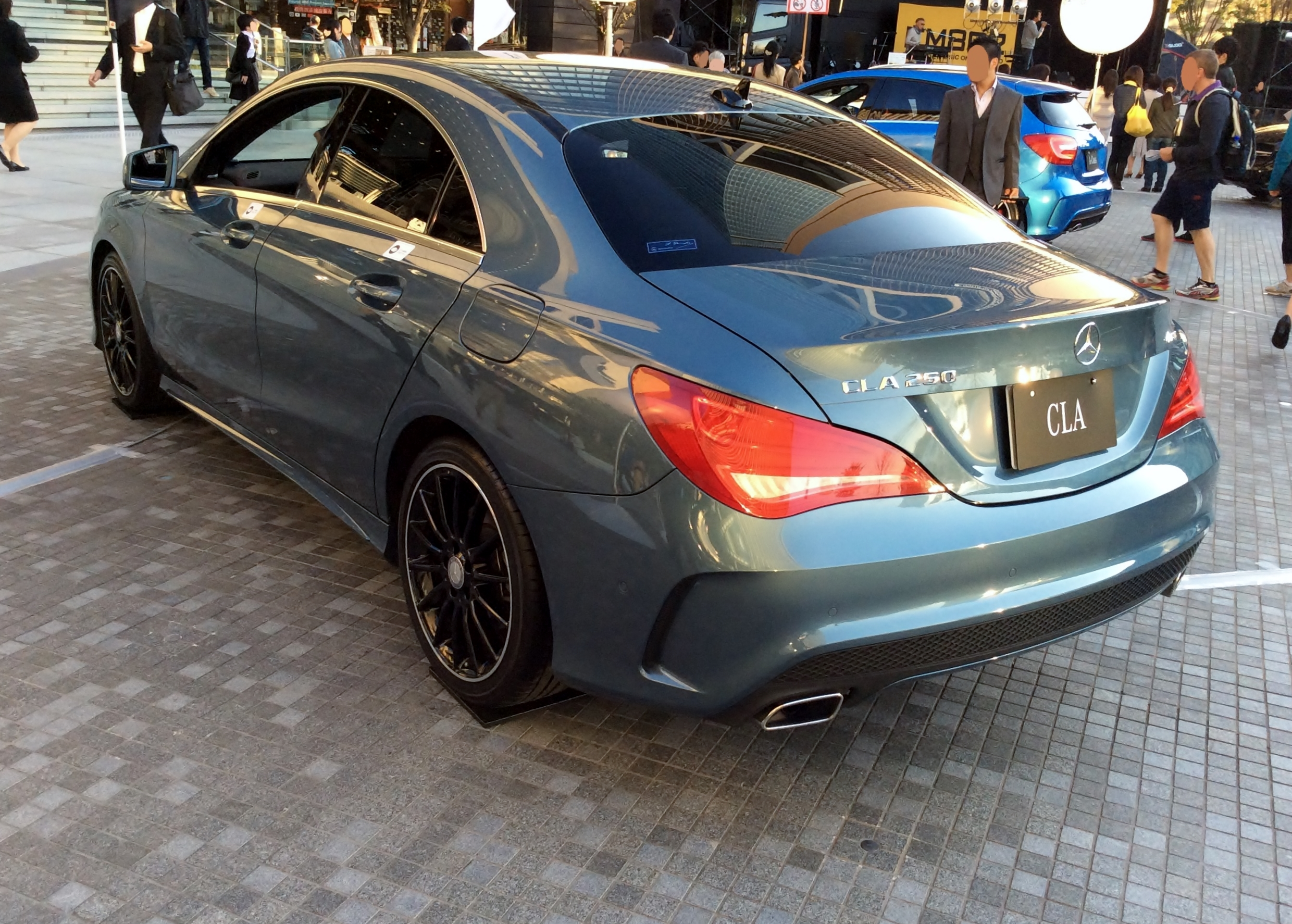
クーペ リア（前期型）
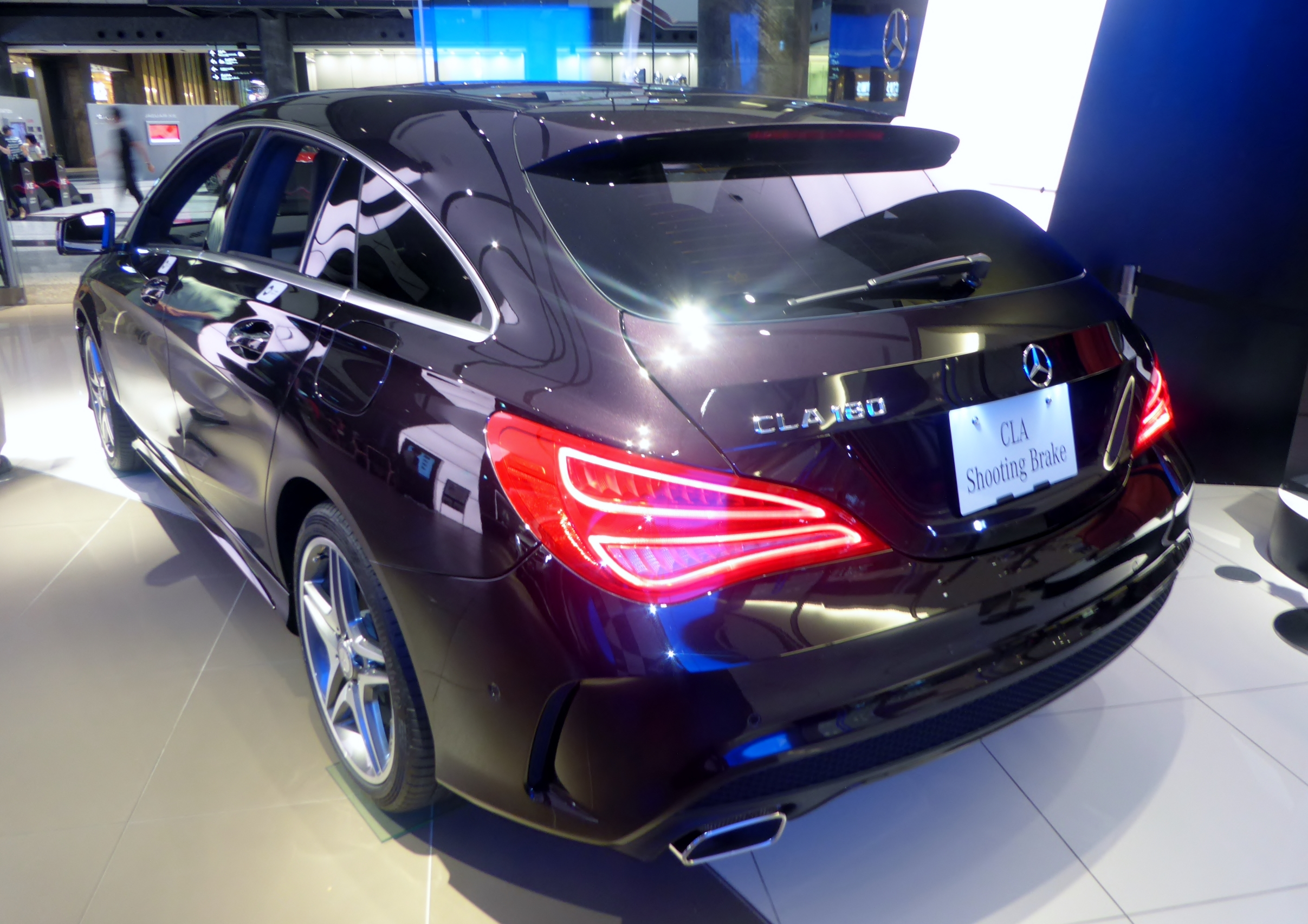
シューティングブレーク リア（前期型）
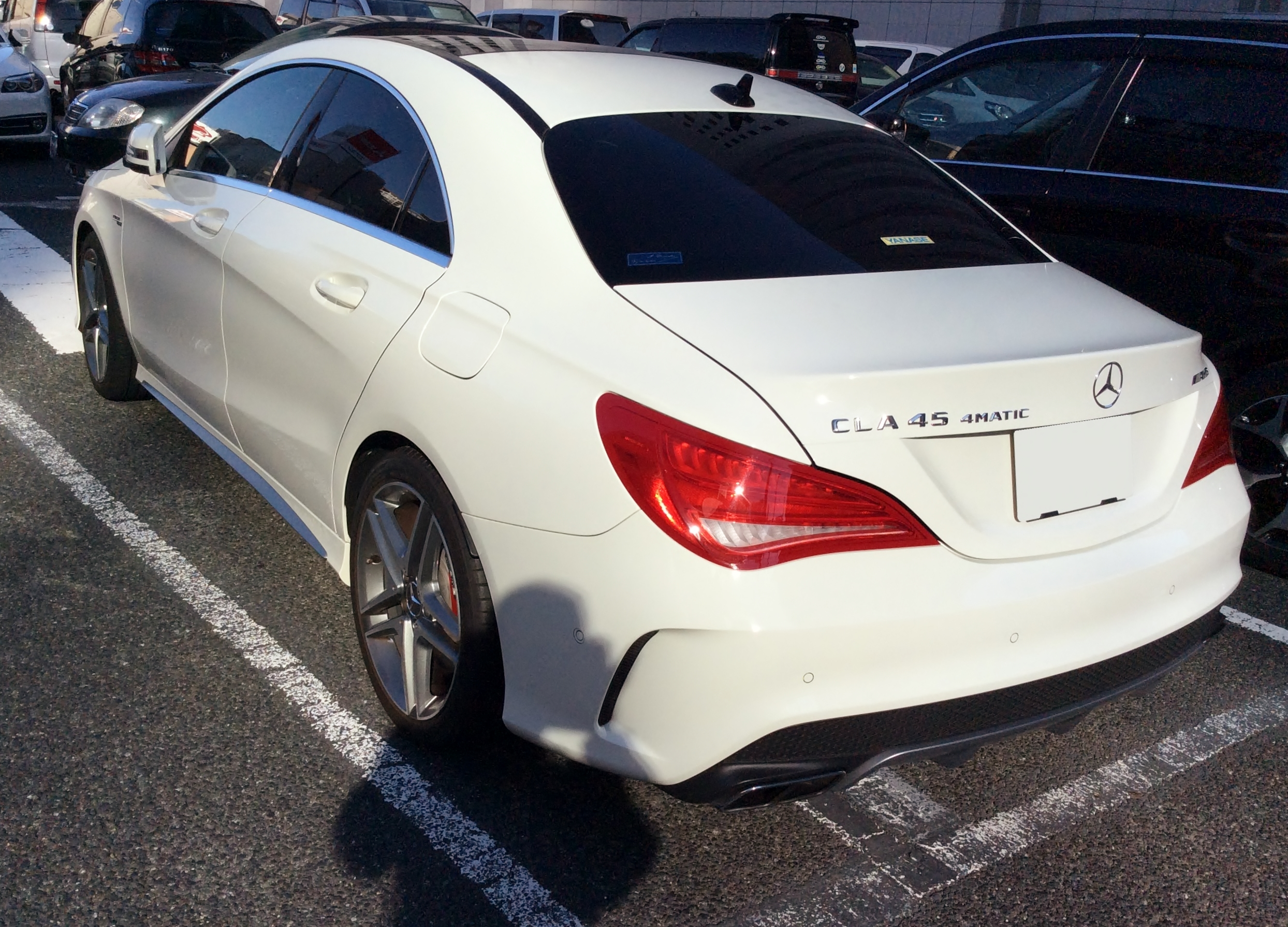
クーペAMG リア（前期型）
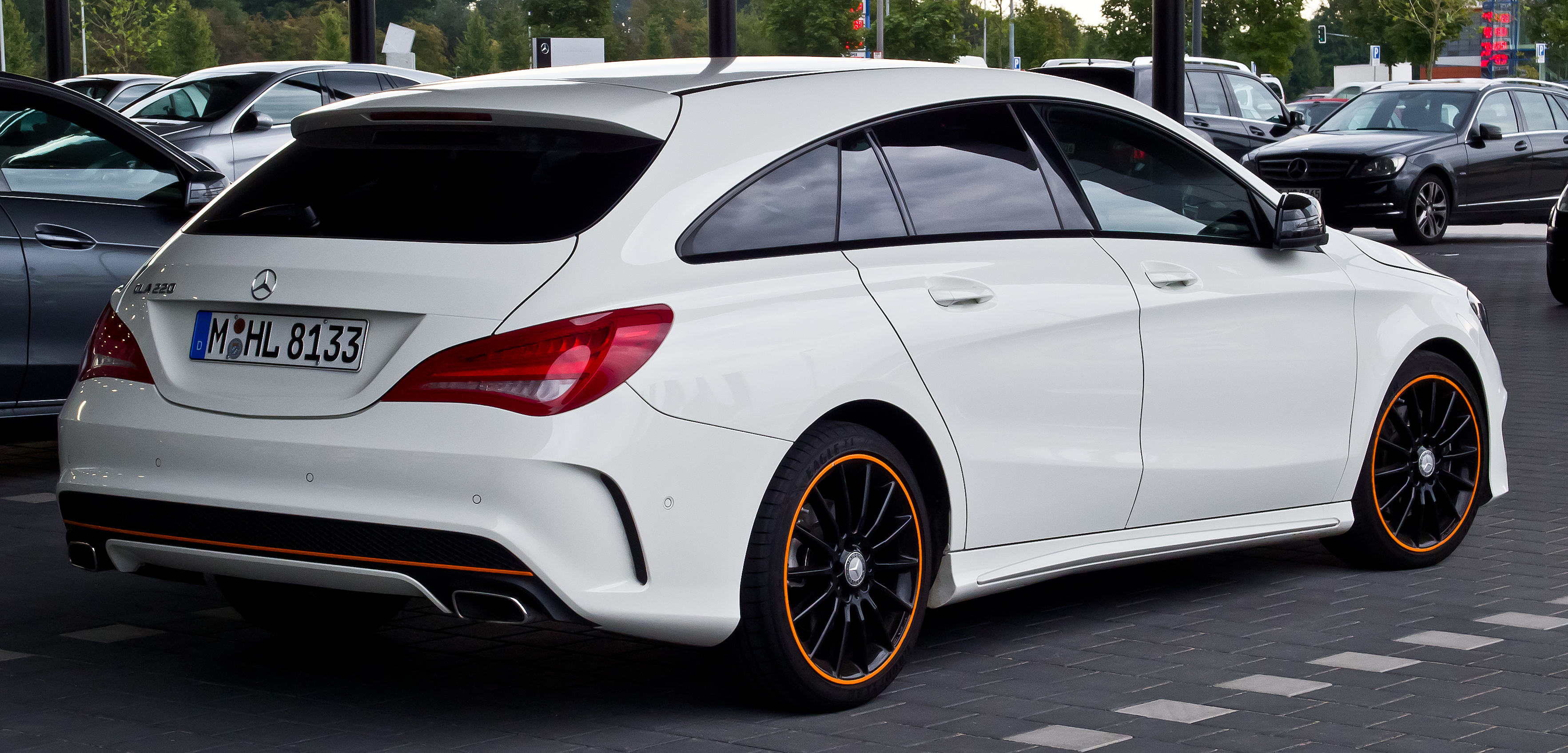
Shooting Brake
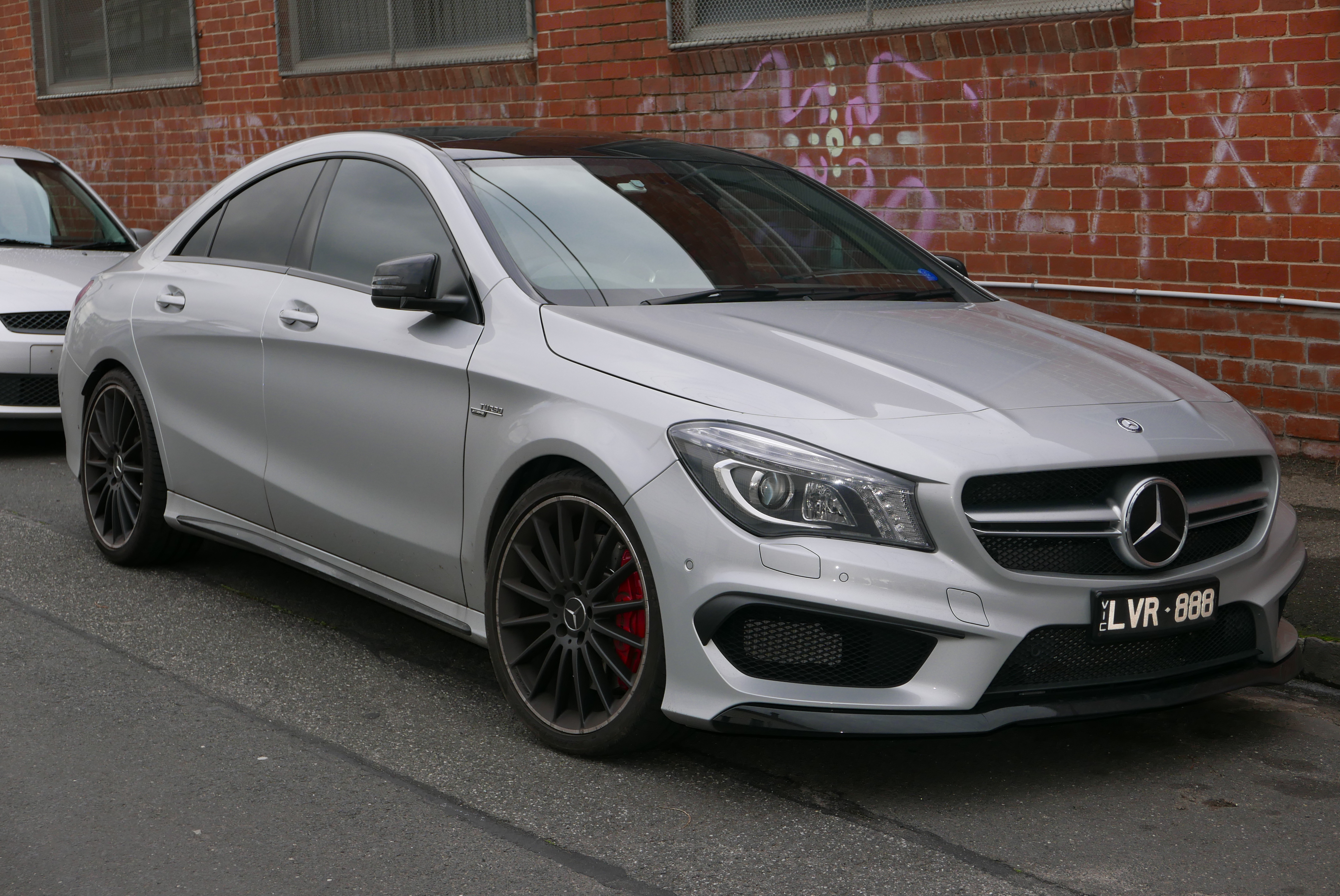
CLA 45 AMG

## 2代目 (2019年 -) C118/X118

### 年表
2019年1月8日、コンシューマー・エレクトロニクス・ショー2019において、クーペが発表された。同年3月8日、ジュネーブモーターショー2019において、シューティングブレークが発表された。
同年4月5日、「Mercedes-AMG CLA 35 4MATIC」が発表された。エンジンはM260型直噴2.0リットル直列4気筒ガソリンターボエンジンで、最大出力は306ps、最大トルクは40.8kgm。
同年6月5日、「Mercedes-AMG CLA 35 4MATIC Shooting Brake」が発表された。

### 日本市場での販売
2019年8月27日、日本仕様車のフルモデルチェンジが発表され、予約注文の受付が開始された。納車はCLAは同年10月より、CLAシューティングブレークは同年12月より順次開始される。キャッチコピーは、「それは、他の誰とも違う、 あなたを証明するメルセデス。」である。
日本仕様車は、フルモデルチェンジ当初、CLA・CLAシューティングブレーク共通のグレード体系となり、日本仕様車では初設定となる2.0L直列4気筒クリーンディーゼルターボエンジンOM654q型を搭載する「CLA 200 d」と2.0L直列4気筒ターボエンジンM260型を搭載する四輪駆動モデル「CLA 250 4MATIC」の2種となる。
インテリアでは、インストゥルメントクラスター上方のカウルを廃止し、メーターパネルとメディアディスプレイ（いずれも10.25インチ）をつなぎ合わせた、高精細ワイドスクリーンコックピットを全グレードに装備した。なお、メディアディスプレイには、タッチパネル式が採用されている。
周囲の交通状況に応じて、自動加減速とステアリングアシストを行う『アクティブディスタンスアシスト・ディストロニック＆アクティブステアリングアシスト』やドライバーがウインカーを点滅させると、行き先の車線に車両がいないことを確認して自動で車線を変更する『アクティブレーンチェンジングアシスト』、ドアを開ける際、後方から自転車やバイク、人が近づくと警告灯や警告音で危険を知らせる『アクティブブラインドスポットアシスト（降車時警告機能付）』など、Sクラスと同等の安全装置を備え、最高峰の安全性能を実現する「レーダーセーフティパッケージ」を設定した。
新世代インフォテインメントシステム「MBUX（メルセデス・ベンツ・ユーザー・エクスペリエンス）」を搭載し、AIを用いた音声認識を可能にした。「Hey,Mercedes!（ヘイ、メルセデス）」（日本仕様は「Hi,Mercedes!（ハイ、メルセデス）」）で起動する優れた音声認識システムを備えており、自然な対話で、カーナビの目的地設定やエアコンの温度調節など、車両の機能をコントロールできる。
同年11月12日、日本仕様車に「メルセデスAMG CLA 45 S 4MATIC+」の追加が発表され、注文受付が開始された。納車は12月以降開始される。エンジンには421PS/51.0kg・mの高出力・高トルク仕様となる2.0L直列4気筒ターボエンジンM139型が搭載されており、トルクの前後配分を100:0から50:50までの範囲で連続可変制御するほか、リアディファレンシャルに内蔵された「AMG TORQUE CONTROL」により左後輪・右後輪間においても状況に応じたトルク配分が可能なパフォーマンス志向の四輪駆動システム「AMG 4MATIC+」が搭載されている。
同年11月、Apple CarPlay、Android Autoは、当初、日本仕様では使用できなかったが、Mercedes me Storeで権利を購入する事で使用出来るようになった。
2020年2月27日、日本仕様車に「CLA 180」と「メルセデスAMG CLA 35 4MATIC」の追加が発表され、予約注文の受け付けが開始された。納車は各グレード共にCLAクーペは3月、CLAシューティングブレークは5月となる。「CLA 180」は1.3LエンジンのM282型に7速DCT（7G-DCT）を組み合わせたエントリーグレード。「メルセデスAMG CLA 35 4MATIC」は前輪駆動アーキテクチャーモデルをベースとしたハイパフォーマンスグレードで、エンジンには既存の「CLA 250 4MATIC」と同じM260型を搭載するものの、最高出力306PS・最大トルク400N・m（40.8kg・m）を発生する高出力・高トルク仕様となり、ねじれ剛性を強化するため、エンジンルーム下部にアルミニウム製のプレートを、アンダーボディ前部に2本のブレースを追加。サスペンションにはフロントにマクファーソンストラット式サスペンションを、リアはサブフレームを介してボディにリジットマウントされたマルチリンク式サスペンションを採用。オプションの「AMGパフォーマンスパッケージ」を装着した場合は、セッティングが異なる3種類のサスペンション制御から選択可能な「AMG RIDE CONTROL サスペンション」となる。また、全グレードに無償カラーとして用意されていた「ジュピターレッド」が廃止された。
なお、2020年2月時点で車両型式を取得していない「CLA 180 シューティングブレーク」を除く全車でWLTCモード走行による排出ガスと燃料消費率に対応しており、「CLA 180（クーペのみ）」と「CLA 250 4MATIC」は「平成30年排出ガス基準50%低減レベル（☆☆☆☆）」、「メルセデスAMG CLA 35 4MATIC」と「メルセデスAMG CLA 45 S 4MATIC+」は「同25%低減レベル（☆☆☆）」認定を取得しているほか、ディーゼル車の「CLA 200 d」は「2020年度燃費基準+10%」を達成している。
同年9月17日、一部改良（同日より予約受注開始、9月下旬頃より順次納車）。「CLA 180」・「CLA 200 d」・「CLA 250 4MATIC」（各モデルのシューティングブレークを含む）において、従来はオプション設定だった「レーダーセーフティパッケージ」が標準装備化。これにより、「レーダーセーフティパッケージ」は全モデル標準装備となった。
2021年9月3日、一部仕様変更を発表（10月配車分から順次適応）。アンビエントライトをAMGモデルを除く全てのモデルに、ナビゲーション機能を「CLA 180」・「CLA 200 d」・「Mercedes-AMG CLA 35 4MATIC」（いずれのモデルもシューティングブレークを含む）に、AMGドライビングコントロールスイッチを「Mercedes-AMG CLA 35 4MATIC」（シューティングブレークを含む）に、「Burmesterサラウンドサウンドシステム」を「Mercedes-AMG CLA 45 S 4MATIC+」（シューティングブレークを含む）にそれぞれ標準装備化。ブランドロゴプロジェクターライトと「MBUXインテリア・アシスタント」をパッケージオプションに追加設定された一方、テレビ機能（12セグ/ワンセグ自動切替）はオプションから切り離してオンラインストアの「Mercedes me Store」での販売に移行され、12V電源ソケット（ラゲッジルーム）やワイヤレスチャージングなどの一部装備の標準設定が停止された。
2022年10月31日、AMG創業55周年特別仕様車「Mercedes-AMG CLA 45 S 4MATIC+ Editiion 55」を発表（すでに予約注文の受付が行われているため、発表日時点で注文受付が終了している場合がある。同年11月より順次納車）。「Mercedes-AMG CLA 45 S 4MATIC+」をベースに、外観は「AMGエアロダイナミックパッケージ」、「AMGナイトパッケージ」、「AMGエクステリアナイトパッケージII」の特別装備により、多くの外観パーツにハイグロスブラックやブラッククロームペイントが施され、専用マットチタニウムグレー19インチAMGクロススポークアルミホイールや専用デカールなどを特別装備。内装は「Edition 55」バッジをあしらったレザーDINAMICA仕様のAMGパフォーマンスステアリングが採用され、AMG Edition 55ダークアルミニウムインテリアトリム（ブラック/レッド）、専用フロアマット、AMGインドアカーカバーが特別装備された。ボディカラーはコスモスブラックとデジタルホワイトの2色を設定し、前者30台、後者25台の計55台の限定販売となる。
2023年9月25日、マイナーチェンジ（「CLA 180」のみ、注文受付開始と納車は11月以降の予定）。外観デザインが刷新され、フロントは「スターパターンフロントグリル」と呼ばれるマットクローム仕上げの小さなスリーポインテッドスターが散りばめられたシングルルーバータイプのフロントグリルとなり、ヘッドランプのデザインも変更。AMGラインパッケージではフロントバンパーを下部に広がる台形とその両サイドに大口径のエアインテークを組み合わせたデザインとなる。「CLA 35 4MATIC」はフロントグリルが縦ルーバーをあしらったAMG専用となり、ボンネットエンブレムを新デザインに変更した。リアはディフューザーとLEDリアコンビネーションランプのデザインが変更された。ホイールデザインも刷新され、アルミホイールが採用された。ボディカラーにはハイパーブルー、スペクトラルブルー、ローズゴールドの3色が追加された。内装はステアリングホイールが最新世代へアップデートされ、アクティブディスタンスアシスト・ディストロニック使用時のハンズオフ検知機能に静電容量式のセンサーを備えたパッドをリムに採用したことでステアリングホイールにかかるトルクがなくてもステアリングホイールを握っていることが認識されるようになり、センターコンソールに設置していたタッチパッドが廃止された。MBUX ARナビゲーションが採用され、「CLA 35 4MATIC」に標準装備、「CLA 180」・「CLA 200 d」にメーカーオプション設定された。アダプティブハイビームアシストを全車に標準装備。Burmesterサラウンドサウンドシステムがメーカーオプション設定された。「CLA 180」と「CLA 35 4MATIC」はスターターとジェネレーターを兼ねるモーターBSG（ベルトドリブン・スタータージェネレーター）と48V電気システムが搭載され、ウォーターポンプが電動化された。モデルが集約され、「CLA 250」を廃止、「CLA 180」は4ドアクーペモデルのみとなった。
同年10月30日、「Mercedes-AMG CLA 45 S 4MATIC+」もマイナーチェンジ。先にマイナーチェンジされたモデル同様に外観デザインが刷新され、フロントはヘッドライトとボンネットエンブレムのデザインを変更。リアはディフューザーとLEDリアコンビネーションランプのデザインを変更。ホイールデザインも刷新され、19インチ鍛造アルミホイールを採用。ボディカラーにはハイパーブルー、スペクトラルブルー、ローズゴールドの3色が追加された。内装はステアリングホイールが最新世代へアップデートされ、リムに静電容量式センサーを備えたパッドを採用。センターコンソールに設置されていたタッチパッドが廃止された。MBUX ARナビゲーションが採用されたほか、360°カメラシステムやBurmesterサラウンドサウンドシステムが標準装備された。
同年11月8日、特別仕様車「Mercedes-AMG CLA 45 S 4MATIC+ Street Style Edition」が発売された。外観はボディカラーに通常設定が無いマウンテングレーマグノが設定され、専用デカールを装着したほか、AMGエアロダイナミクスパッケージ・AMGナイトパッケージ・AMGエクステリアナイトパッケージIIが特別装備され、全面ブラック仕様の19インチAMGアルミホイール（鍛造）も装備。さらに、日本仕様のCLAで初となるリアウィング（AMGエアロダイナミックパッケージプラス扱い）も装備された。内装はシートにオレンジステッチが施されたレザーARTICO/MICROCUTブラック、インテリアトリムにはオレンジアクセントのAMGダークアルミニウムがそれぞれ採用され、ステアリングにはAMGパフォーマンスステアリング（ナッパレザー/MICROCUT）が採用された。日本国内で100台の限定販売となる。
2024年9月13日、クーペに特別仕様車「CLA 180 Night Edition」を発表。「CLA 180」をベースに、特別外装色「ナイトブラック（ソリッド）」を採用。フロントバンパーをよりスポーティーでアグレッシブなデザインにする 「AMGライン」、交通状況に応じてハイビームとロービームを切り替え、安全性や快適性を高める「アダプティブハイビームアシスト」、Night Editionのみに装着される随所 にブラックアクセントを施した「ナイトパッケージ」、さらに外装色にあわせたブラックペイ ントの「19インチAMGアルミホイール」を採用することにより、オールブラックでまとめ た洗練されて引き締まったNight Editionならではの仕上がりとした。オールブラックでまとめたエクステリアに対し、インテリアはブラウンを基調とした特別内装色の「レザーARTICO/MICROCUT(バヒアブラウン/ブラック)」と、落ち着いた質感が特徴の「ブラックオープンポアウッドインテリアトリム」を装備した。
2025年6月26日、「CLA 180 Urban Stars」および「CLA 200 d Urban Stars」を追加発表。従来モデルで有償オプションとなっていた「AMGラインパッケージ」と「AMGレザーエクスクルーシブパッケージ」を標準装備しながら、価格上昇を抑えたモデルである。さらに、装着される19インチAMGアルミホイールには、従来モデルとは異なるグロスブラック塗装が施される。
| グレード                                     | 販売期間                      | 排気量  | エンジン                                     | 最高出力・最大トルク | 変速機           | 駆動方式          |
| -------------------------------------------- | ----------------------------- | ------- | -------------------------------------------- | -------------------- | ---------------- | ----------------- |
| CLA 180                                      | 2020年2月27日 - 2023年9月24日 | 1,331cc | M282型 直列4気筒 DOHC 直噴ターボ             | 136PS/20.4kg・m      | 7速DCT（7G-DCT） | FF                |
| CLA 180 Shooting Brake                       | 2020年2月27日 - 2023年9月24日 | 1,331cc | M282型 直列4気筒 DOHC 直噴ターボ             | 136PS/20.4kg・m      | 7速DCT（7G-DCT） | FF                |
| CLA 180（BSG搭載モデル）                     | 2023年9月25日 -               | 1,331cc | M282型 直列4気筒 DOHC 直噴ターボ             | 136PS/23.5kg・m      | 7速DCT（7G-DCT） | FF                |
| CLA 200 d                                    | 2019年8月27日 -               | 1,950cc | OM654q型 直列4気筒 DOHC 直噴ディーゼルターボ | 150PS/32.6kg・m      | 8速DCT（8G-DCT） | FF                |
| CLA 200 d Shooting Brake                     | 2019年8月27日 -               | 1,950cc | OM654q型 直列4気筒 DOHC 直噴ディーゼルターボ | 150PS/32.6kg・m      | 8速DCT（8G-DCT） | FF                |
| CLA 250 4MATIC                               | 2019年8月27日 - 2023年9月24日 | 1,991cc | M260型 直列4気筒 DOHC 直噴ターボ             | 224PS/35.7kg・m      | 7速DCT（7G-DCT） | 4WD （4マチック） |
| CLA 250 4MATIC Shooting Brake                | 2019年8月27日 - 2023年9月24日 | 1,991cc | M260型 直列4気筒 DOHC 直噴ターボ             | 224PS/35.7kg・m      | 7速DCT（7G-DCT） | 4WD （4マチック） |
| Mercedes-AMG CLA 35 4MATIC                   | 2020年2月27日 -               | 1,991cc | M260型 直列4気筒 DOHC 直噴ターボ             | 306PS/40.8kg・m      | 7速DCT（7G-DCT） | 4WD （4マチック） |
| Mercedes-AMG CLA 35 4MATIC Shooting Brake    | 2020年2月27日 -               | 1,991cc | M260型 直列4気筒 DOHC 直噴ターボ             | 306PS/40.8kg・m      | 7速DCT（7G-DCT） | 4WD （4マチック） |
| Mercedes-AMG CLA 45 S 4MATIC+                | 2019年11月12日 -              | 1,991cc | M139型 直列4気筒 DOHC 直噴ターボ             | 421PS/51.0kg・m      | 8速DCT（8G-DCT） | 4WD （4マチック） |
| Mercedes-AMG CLA 45 S 4MATIC+ Shooting Brake | 2019年11月12日 -              | 1,991cc | M139型 直列4気筒 DOHC 直噴ターボ             | 421PS/51.0kg・m      | 8速DCT（8G-DCT） | 4WD （4マチック） |